# Pataeta corvina
Pataeta corvina là một loài bướm đêm trong họ Noctuidae.